# Нижняя Коттевая
Нижняя Коттевая — река в России, протекает в Ловозерском районе Мурманской области. Длина реки составляет 25 км, площадь водосборного бассейна 154 км².
Начинается из болот между озёрами Нижнее Коттевое и Лопенярское. Течёт в северо-восточном направлении по окраине болота Лопенярского, затем мимо озера Алексеевского и сопки Матренина Головка. Устье реки находится в 7 км по правому берегу реки Качковка.

## Данные водного реестра
По данным государственного водного реестра России относится к Баренцево-Беломорскому бассейновому округу, водохозяйственный участок реки — реки бассейна Белого моря от западной границы бассейна реки Иоканга (мыс Святой Нос) до восточной границы бассейна реки Нива, без реки Поной. Речной бассейн реки — бассейны рек Кольского полуострова и Карелии, впадает в Белое море.
Код объекта в государственном водном реестре — 02020000212101000005628.